# 평양 이씨
평양 이씨(平壤李氏)는 평양시를 본관으로 하는 한국의 성씨이다. 시조 이극문(李克文)은 조선시대 현감(縣監)을 지내고, 그의 아들인 이희보(李希輔)는 벼슬이 대사성(大司成)에 이르렀다.

## 인물
평양 이씨는 조선시대 문과 급제자 1명을 배출하였다.
- 이희보(李希輔, 1473년∼1548년) : 조선 중기의 문신·문장가. 본관은 평양(平壤). 자는 백익(伯益), 호는 안분당(安分堂). 아버지는 현감 이극문(克文)이다. 1501년(연산군 7) 식년문과에 병과로 급제하였고, 연산군 때 홍문관수찬·이조정랑·내수사별제(內需司別提) 등을 역임하였다. 1506년(중종 1) 직제학에 재직중 연산군의 나인 장녹수(張綠水)에게 아부하였다는 사헌부의 탄핵을 받고 이듬해 파직되었다. 1509년 다시 기용되어 연서도찰방(延曙道察訪)·선산부사·예빈시첨정(禮賓寺僉正)·돈녕부정·장례원판결사·공조참의·나주목사·여주목사 등을 역임하였다. 중종이 여러 번 성균관대사성에 임명하려 하였으나 사헌부의 반대로 임명되지 못하다가, 1536년 대사성 동지(同知)가 되었다. 그 뒤 대호군·첨지중추부사 등을 지냈다.[2]

## 인구
인구의 대부분이 북한에 밀집되어 있다. 대한민국 통계청의 인구조사에 의하면 평양 이씨는 1985년에는 50가구, 242명, 2000년에는 185가구, 579명이 있는 것으로 조사되었다.